# Klaus-Joachim Lorenzen-Schmidt

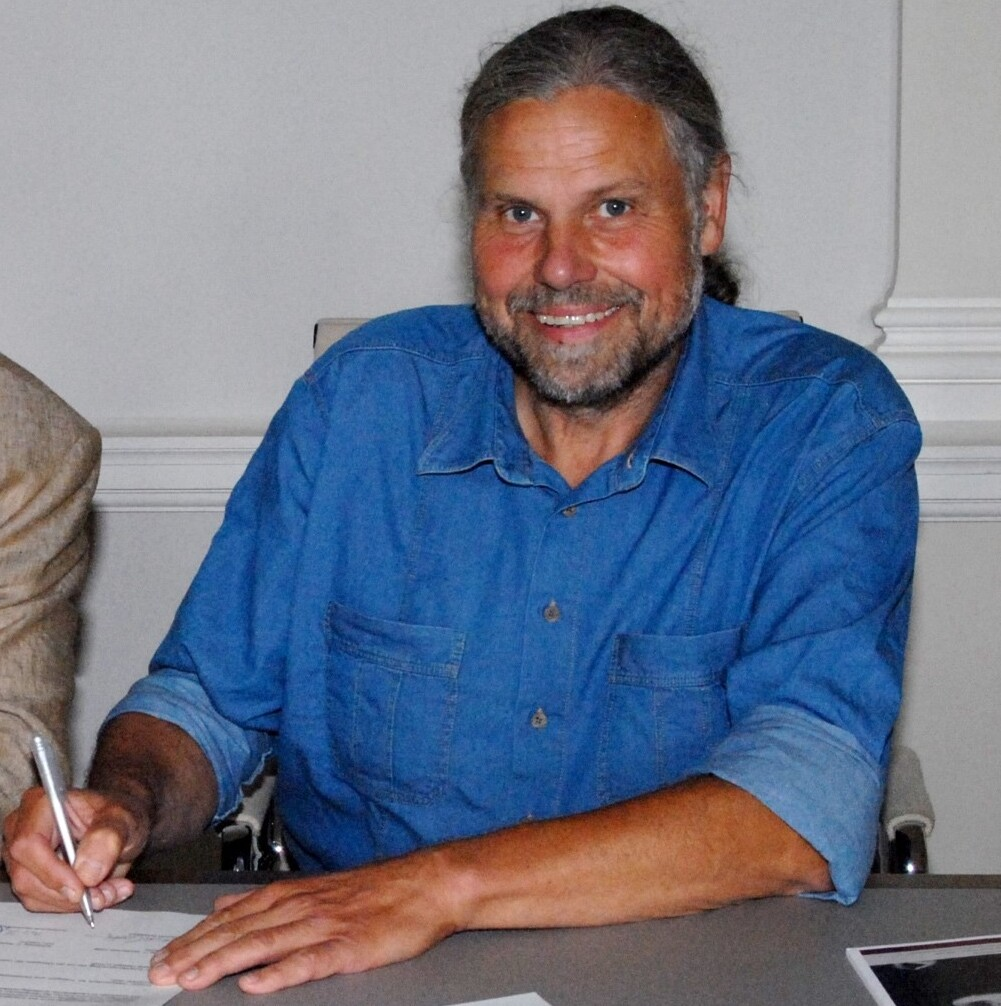
Klaus-Joachim Lorenzen-Schmidt bei der Unterzeichnung des Vertrages zur Übernahme der Archiv-Unterlagen des Arbeitskreises für Wirtschafts- und Sozialgeschichte ins Landesarchiv Schleswig-Holstein (Schleswig, 2. September 2009.)

Klaus-Joachim Lorenzen-Schmidt (* 5. Oktober 1948 in Elmshorn; † 30. August 2015 in Rostock) war ein deutscher Historiker und Archivar. Er war von 1989 bis 2013 Archivar am Staatsarchiv Hamburg.

## Leben und Wirken
Klaus-Joachim Lorenzen-Schmidt – Sohn eines vermessungstechnischen Angestellten – besuchte von 1959 bis 1967 das Bismarck-Gymnasium in Elmshorn. Nach dem Wehrdienst 1967/68 in Oldenburg und Idar-Oberstein studierte er von 1969 bis 1974 Geschichte, Soziologie sowie Vor- und Frühgeschichte an der Universität Hamburg. Im Jahr 1974 folgte der Magister in Vor- und Frühgeschichte mit einer Arbeit über das Sozialverhalten früherer Menschengruppen. In Hamburg wurde er 1979 mit einer von Rainer Wohlfeil betreuten Arbeit über die Sozial- und Wirtschaftsstruktur schleswig-holsteinischer Landesstädte zwischen 1500 und 1550 zum Dr. phil. promoviert. Nach dem Studium war Lorenzen-Schmidt zehn Jahre als freiberuflicher Historiker für verschiedene Auftraggeber tätig. Er erhielt mehrfach Aufträge, Dorf- bzw. Kirchspielgeschichten zu schreiben. Von 1987 bis 1989 besuchte er die Archivschule Marburg. Von 1989 bis zum 31. Dezember 2013 war er als Archivar am Staatsarchiv Hamburg tätig. Er war unter anderem zuständig für die Bestände des Senats und der Bürgerschaft.
Lorenzen-Schmidt war Mitbegründer des Arbeitskreises für Wirtschafts- und Sozialgeschichte Schleswig-Holsteins. Von 1978 bis 1986 war er als Sekretär des Arbeitskreises tätig. In dieser Eigenschaft gab er dessen Rundbriefe heraus. Von 1989 bis 2013 war Lorenzen-Schmidt der Sprecher des Arbeitskreises, für den er mehrere Sammelbände herausgab. Er war seit seiner Studienzeit Mitglied der Gesellschaft für Schleswig-Holsteinische Geschichte, gehörte von 1978 bis 1994 dem Wissenschaftlichen Beirat an und war von 2007 bis 2011 sein Sprecher. Er gehörte seit 1974 dem Verein für Hamburgische Geschichte an und verfasste für die Zeitschrift des Vereins für Hamburgische Geschichte zahlreiche Beiträge und Rezensionen. Außerdem war er bis März 2013 Vorsitzender der Detlefsen-Gesellschaft, die sich mit der Geschichte Glückstadts und der Elbmarschen beschäftigt. Im Jahr 2014 wurde Lorenzen-Schmidt zum Ehrenvorsitzenden der Detlefsen-Gesellschaft gewählt. Er war Lehrbeauftragter am Historischen Seminar der Universität Hamburg.
Seine Arbeitsgebiete umfassten die Geschichte Schleswig-Holsteins und Hamburgs, insbesondere die Stadt-, Agrar-, Sozial- und Wirtschaftsgeschichte. Mit seiner Dissertation legte er eine grundlegende Untersuchung zur Strukturgeschichte schleswig-holsteinischer Städte vor. Er befasste sich mit der historischen Fragestellung, inwieweit sich das in der DDR-Geschichtswissenschaft verfolgte Konzept der „Frühbürgerlichen Revolution“ in den Städten der Herzogtümer Schleswig und Holstein nachweisen lässt. Er unternahm dafür ausgedehnte Archivstudien in Rendsburg, Kiel, Krempe und Schleswig. Seine Untersuchung konnte diese These nicht weiter untermauern.
In den späten 1970er Jahren engagierte er sich als Atomkraftgegner gegen den Bau des AKW Brokdorf an der Elbe. Dadurch kam er mit vielen Bauern der Elbmarschen in Kontakt. Ihm erschlossen sich so Quellen, die noch auf einigen Höfen lagerten und bis in die Frühe Neuzeit zurückreichten. Er veröffentlichte 1987 eine Studie über die ländlichen Familienstrukturen in der nordwestdeutschen Küstenregion von 1750 bis 1870. Außerdem war er ein Herausgeber von Quellenausgaben; hinzugekommen war seit dem Jahr 2000 die Prosopographie des spätmittelalterlichen Klerus in Schleswig-Holstein. Mit Enno Bünz war er 2006 Herausgeber eines Sammelbandes, der auf eine Tagung des Jahres 2003 zurückgeht. Schwerpunktmäßig behandelten die Beiträge die Sozialgeschichte des Klerus im nordelbischen Raum zwischen dem 13. und 16. Jahrhundert. Lorenzen-Schmidt befasste sich dabei mit der Prosopographie des vorreformatorischen Niederklerus in Nordelbien.
Lorenzen-Schmidt war Begründer und von 1979 bis 1989 langjähriger Herausgeber der Zeitschrift Archiv für Agrargeschichte der holsteinischen Elbmarschen. Mit Bjørn Poulsen gab er 1992 einen Sammelband zum Thema die bäuerlichen Anschreibebücher als Quellen zur Wirtschaftsgeschichte heraus. Mit Ortwin Pelc gab er das Schleswig-Holstein-Lexikon heraus. Für das Lexikon verfasste er 500 Artikel. Für die von Ulrich Lange herausgegebene Geschichte Schleswig-Holsteins verfasste er drei Kapitel. Er veröffentlichte außerdem das vielbenutzte Hilfsmittel Kleines Lexikon alter schleswig-holsteinischer Gewichte, Maße und Währungseinheiten.
Lorenzen-Schmidt heiratete 2006 eine Historikerin, die Geschäftsführerin der Geschichtswerkstatt Rostock ist. Nach seinem Ruhestand zog er zu ihr nach Rostock. Er starb dort 2015 an einem Krebsleiden.

## Schriften (Auswahl)
Schriftenverzeichnis
- Ortwin Pelc: Klaus-Joachim Lorenzen-Schmidt – Veröffentlichungen 2013 bis 2021. In: Rundbrief des Arbeitskreises für Wirtschafts- und Sozialgeschichte Schleswig-Holsteins Nr. 127, 2021, S. 67–75 (online).

Monografien
- Die Sozial- und Wirtschaftsstruktur schleswig-holsteinischer Landesstädte zwischen 1500 und 1550. Wachholtz, Neumünster 1980, ISBN 3-529-02176-8.
- Ländliche Familienstrukturen in der nordwestdeutschen Küstenregion 1750–1870 (= Archiv für Agrargeschichte der holsteinischen Elbmarschen. Beiheft. Bd. 3). Engelbrechtsche Wildnis 1987.
- Kleines Lexikon alter schleswig-holsteinischer Gewichte, Maße und Währungseinheiten. Wachholtz, Neumünster 1990, ISBN 3-529-02713-8.
- Lexikon historischer Berufe in Schleswig-Holstein und Hamburg. Arbeitskreis für Wirtschafts- und Sozialgeschichte Schleswig-Holsteins, Kiel 1996, ISBN 3-9805356-0-6.
- Die Aufzeichnungen des Wewelsflether Kirchspielvogts Daniel Lubbeke aus den Jahren (1469–) 1599–1609 (= Quellen zur Geschichte Schleswig-Holsteins. Bd. 1). Arbeitskreis für Wirtschafts- und Sozialgeschichte Schleswig-Holsteins, Kiel 2000, ISBN 3-529-05800-9.

Herausgeberschaften
- Archiv für Agrargeschichte der holsteinischen Elbmarschen 1979–1989 (Digitalisate).
- Franklin Kopitzsch, Heide Wunder: Studien zur Sozialgeschichte des Mittelalters und der frühen Neuzeit. Selbstverlag, Hamburg 1977.
- Pferde für Europa. Pferdehändler Johann Ahsbahs & Co, Steinburg 1830–1840. Arbeitskreis für Wirtschafts- und Sozialgeschichte Schleswig-Holsteins, Kiel 1991.
- Das Kremper Stadtbuch 1488–1602. Arbeitskreis für Wirtschafts- und Sozialgeschichte Schleswig-Holsteins, Kiel 1998, ISBN 3-9805356-5-7.
- Geld und Kredit in der Geschichte Norddeutschlands. Wachholtz, Neumünster 2006, ISBN 3-529-02943-2.
- mit Ortwin Pelc: Schleswig-Holstein Lexikon. 2., erweiterte und verbesserte Auflage, Wachholtz, Neumünster 2006, ISBN 3-529-02441-4.
- mit Enno Bünz: Klerus, Kirche, Frömmigkeit im spätmittelalterlichen Schleswig-Holstein. Wachholtz, Neumünster 2006, ISBN 3-529-02941-6.
- mit Anja Meesenburg: Pfarrer, Nonnen, Mönche. Beiträge zur spätmittelalterlichen Klerikerprosopographie Schleswig-Holsteins und Hamburgs (= Studien zur Wirtschafts- und Sozialgeschichte Schleswig-Holsteins. Bd. 49 = Schriften des Vereins für Schleswig-Holsteinische Kirchengeschichte. Bd. 55). Wachholtz, Neumünster 2011, ISBN 978-3-529-02949-3.